# عقوبة الإعدام في كاليفورنيا

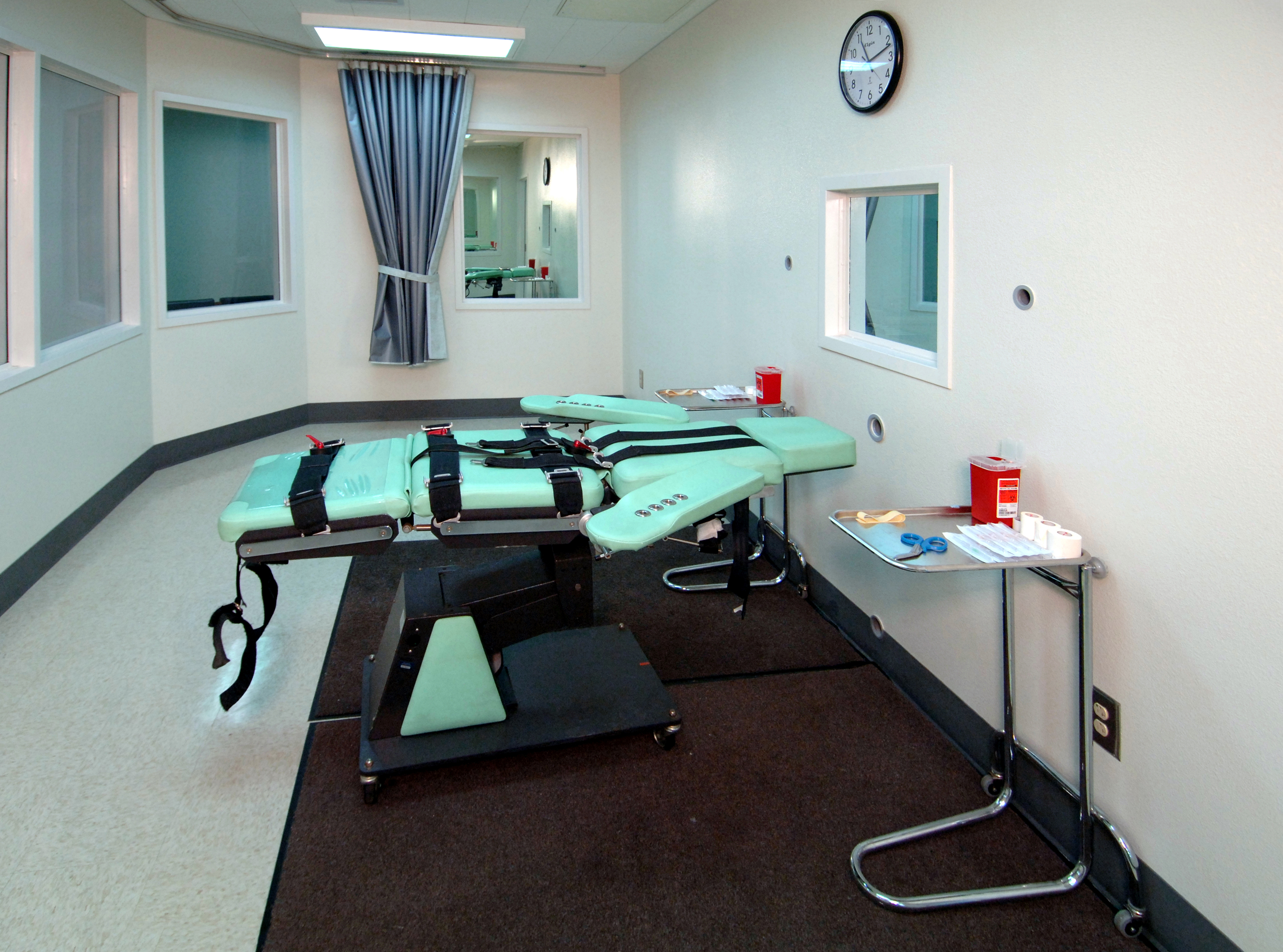

عقوبة الإعدام: هي عقوبة قانونية في ولاية كاليفورنيا الأمريكية. وقد توقف تنفيذ المزيد من عمليات الإعدام بسبب وقف رسمي أمر به الحاكم غافن نيوسوم حتى مارس من عام 2019.
نفذت الولاية 709 إعدامًا من عام 1778 إلى 1972 بقرار محكمة كاليفورنيا العليا (في قضية شعب ولاية كاليفورنيا ضد روبرت بايج أندرسون) الذي ألغى قانون عقوبة الإعدام. أعاد ناخبو كاليفورنيا عقوبة الإعدام بعد بضعة أشهر، مع تشريع رقم 17 الذي قضى بعقوبة الإعدام في دستور الولاية وإنهاء حكم أندرسون. ومنذ صدور هذا الحكم، لم تنفذ سوى 13 حالة إعدام، ومع ذلك صدر حكم على مئات السجناء. وكان آخر إعدام تم في كاليفورنيا عام 2006.
اعتبارًا من أغسطس 2018، تظهر سجلات قسم الإصلاح والتأهيل في كاليفورنيا (CDCR) الرسمية 744 نزيلًا في طابور المحكوم عليهم بالإعدام في كاليفورنيا. وقد أظهرت التقارير التي نشرت في أغسطس 2017، عندما كان هناك 746 حالة على طابور الإعدام، أن 22 من هؤلاء كانوا نساءً ينتظرن تنفيذ حكم الإعدام في سجن نساء كاليفورنيا المركزي في تشاوشيلا.
رفضت كاليفورنيا مبادرتين لإلغاء عقوبة الإعدام بالتصويت الشعبي في عامي 2012 و2016، واعتمدت في عام 2016 اقتراحًا آخر لتسريع عملية الاستئناف.
نتيجة للوقف الرسمي لعام 2019، سيسحب بروتوكول الحقنة القاتلة الحالي للولاية، وستغلق غرفة الموت في سجن ولاية سان كوينتين إلى أجل غير مسمى.

## التاريخ
سجل أول حكم بالإعدام في كاليفورنيا في عام 1778. وفي 6 أبريل، أدين أربعة من رؤساء كومياي من بعثة في منطقة سان دييجو ورانيخيا بالتآمر لقتل المسيحيين، وحكم عليهم بالإعدام من قبل خوسيه فرانسيسكو أورتيجا قائد بريسيديو في سان دييجو، وكان من المقرر إطلاق النار على الأربعة في 11 أبريل. ولكن تحوم بعض الشكوك فيما إذا كانت عمليات الإعدام قد حدثت بالفعل.
استخدمت في الماضي أربع طرق لتنفيذ أحكام الإعدام. وكانت عمليات الإعدام تتم رميًا بالرصاص حتى قبل انضمام كاليفورنيا إلى الاتحاد بقليل. وعند القبول، اعتمدت الدولة الشنق باعتبارها طريقة الاختيار.
عُدل قانون العقوبات في 14 فبراير من عام 1872، ليذكر أن عمليات الشنق تتم داخل حدود سجن المقاطعة أو أماكن خاصة أخرى. وكان الأشخاص الوحيدون المسموح لهم بالحضور عمدة المقاطعة والطبيب والمدعي العام للمقاطعة المختارون، بالإضافة إلى ذلك ما لا يقل عن 12 (مواطنين من ذوي السمعة الحسنة). وليس أكثر من (كاهنين) ولا أكثر من خمسة أشخاص يختارهم المحكوم عليهم يمكن أن يكونوا حاضرين أيضًا.
نُقلت عمليات الإعدام إلى مستوى الولاية في عام 1889 عندما حُدث القانون، فتحدث عمليات الإعدام في أحد سجون الولاية، سجن ولاية سان كوينتين وسجن ولاية فولسوم. وفقًا لإدارة كاليفورنيا الإصلاحية، على الرغم من أن القانون لا يشترط على قاضي المحاكمة اختيار سجن معين، فقد كان من المعتاد إرسال معاودي الإجرام إلى فولسوم. وكان أول حكم بالإعدام في سان كوينتين بموجب هذه القوانين الجديدة هو خوسيه غابريال في 3 مارس من عام 1893 بتهمة القتل. وكان الشنق الأول في فولسوم هو شين هان أيضًا بتهمة القتل وذلك في 13 ديسمبر عام 1895. وشُنق ما مجموعه 215 سجينًا في سان كوينتين و92 سجينًا في فولسوم.
في العصور السابقة، احتضنت مؤسسة كاليفورنيا للنساء عقوبة الإعدام بالنسبة للنساء.

### وقف توقيع عقوبة الإعدام لعام 1972
حكمت المحكمة العليا في كاليفورنيا في قضية شعب الولاية ضد روبرت أندرسون في 24 نيسان عام 1972 بأن قوانين الولاية الحالية لعقوبة الإعدام غير دستورية. وكان القاضي مارشال ف. ماكومبي هو صاحب الصوت الوحيد الذي رفض الحكم، بحجة أن عقوبة الإعدام رادعة الجريمة، مشيرًا إلى العديد من سوابق المحكمة العليا التي تؤيد دستورية عقوبة الإعدام، وذكر أن الإجراءات التشريعية وعمليات المبادرة هي السبيل الوحيد المناسب لتحديد ما إذا كان ينبغي السماح بعقوبة الإعدام. وقد أنقذ قرار الأغلبية حياة 105 من طابور بالإعدام وكان من بينهم سيرهان سيرهان (قاتل روبرت إف. كنيدي) والقاتل المتسلل تشارلز مانسون. وقد كان مكومب منزعجًا جدًا بسبب قرار أندرسون وخرج من القاعة.
في أعقاب الحكم، عُدل دستور كاليفورنيا لإعادة عقوبة الإعدام بموجب مبادرة تسمى التشريع رقم 17. وفي عام 1973 صدر بعد ذلك قانون جديد يقضي بفرض عقوبة الإعدام على عدد من الجرائم من بينها القتل من الدرجة الأولى في حالات محددة، والاختطاف الذي يموت خلاله أحد الضحايا، وحطام القطار الذي يموت خلاله أحد الضحايا والخيانة ضد الدولة والاعتداء من قبل سجين مؤبد إذا مات الضحية خلال عام.
دارت مناقشة حول عقوبة الإعدام بطريقة مماثلة نوعًا ما على المستوى الوطني، وأصدرت المحكمة العليا في الولايات المتحدة قرارًا بتاريخ 29 يونيو عام 1972 في قضية فورمان ضد جورجيا، إذ قضت بعدم دستورية جميع قوانين عقوبة الإعدام التي كانت سارية آنذاك في الولايات المتحدة. في 2 يوليو عام 1976 وجدت المحكمة العليا في قضية غريغ ضد جورجيا مستعرضة قوانين عقوبة الإعدام التي سُنت استجابة لقرارها الصادر عن فورمان أن هذه القوانين دستورية، وهي القوانين التي سمحت لهيئة المحلفين بفرض عقوبة الإعدام بعد النظر في الظروف المشددة والمخففة على حد سواء. في نفس التاريخ، رأت المحكمة أن القوانين التي تفرض عقوبة الإعدام الإلزامية غير دستورية.
في قرار لاحق صدر في عام 1976، قضت المحكمة العليا في كاليفورنيا مرة أخرى بأن قانون عقوبة الإعدام في الولاية غير دستوريظ لأنه لم يسمح للمدعى عليه بإدخال أدلة مخففة. وقد خُففت بعد ذلك عقوبة عدد آخر من السجناء بلغ عددهم 70 سجينًا. وحُدث النظام الأساسي لمعالجة هذه المسائل في العام القادم. وأضيفت أيضًا عقوبة السجن المؤبد دون إمكانية الإفراج المشروط عقوبةً على الجرائم التي يعاقَب عليها بالإعدام. ثم حدث تغيير لاحق في النظام الأساسي في عام 1978 بعد إقرار التشريع رقم 7. وقد أعطى ذلك استئنافًا تلقائيًا أمام المحكمة العليا في كاليفورنيا، التي من شأنها تأكيد الحكم والإدانة أو إلغائها مباشرة دون اللجوء إلى استئناف وسيط أمام محاكم الاستئناف في كاليفورنيا.
أنشأت نقابة المحامين في ولاية كاليفورنيا في عام 1983 مشروع الاستئناف في كاليفورنيا باعتباره مركز الموارد القانونية لتنفيذ الحق الدستوري في الاستعانة بمحام للأشخاص المعوزين الذين يواجهون الإعدام. وأصبح مايكل ميلمان مدير مشروع الاستئناف CAP عند تأسيسه. وقد شغل ميلمان هذا المنصب مدة 30 عامًا. ويشرف مشروع الاستئناف في كاليفورنيا على الجهود المبذولة لمساعدة المحامين الخاصين الذين يمثلون أكثر من 700 شخص في طابور الإعدام في كاليفورنيا.

### الانتخابات الدورية للقضاة عام 1986
أقال الناخبون ثلاثة من أعضاء المحكمة العليا في الولاية من مناصبهم بعد حملة واسعة أشارت إلى معارضتهم المطلقة لعقوبة الإعدام في الرابع من نوفمبر عام 1986. وشمل ذلك رئيسة المحكمة روز بيرد التي أقيلت بهامش 67% إلى 33%. استعرضت ما مجموعه 64 قضية من قضايا الإعدام التي قدمت استئنافًا إلى المحكمة، وأصدرت في كل حالة قرارًا يقضي بإلغاء عقوبة الإعدام التي كانت قد فرضت أثناء المحاكمة. وقد شاركت في قرارها لإسقاط ثلاثة أعضاء آخرين على الأقل من أعضاء المحكمة في 61 من تلك القضايا. وقد أدى ذلك إلى أن يدعي منتقدو بيرد أنها كانت تستبدل آراءها وأفكارها بالقوانين والسوابق التي من المفترض أن تتخذ بشأنها قرارات قضائية.

### استئناف عمليات الإعدام وإدخال حقنة قاتلة
نفذت الدولة في 21 نيسان عام 1992 أول عملية إعدام منذ عام 1967 بإعدامها روبرت آلتون هاريس بسبب مقتل مراهقين في سان دييغو. وقد أدت سلسلة من أربعة قرارات لتوقيف الإعدام صادرة عن محكمة استئناف الدائرة التاسعة إلى تأخير التنفيذ، ما دفع المحكمة العليا الأميركية للتدخل لإخلاء الإقامات ومنع جميع المحاكم الفدرالية الأخرى من أي تدخل آخر، ما تسبب في تدخل المحكمة العليا الأمريكية لإخلاء الإقامة ومنع جميع المحاكم الفيدرالية الأخرى من أي تدخل إضافي، فقضت بأن قرارات المحكمة الدنيا تسببت في (تأخيرات مسيئة) إضافة إلى (محاولات للتلاعب بالعملية القضائية).
وُسعت الطرق المتاحة إلى طريقتين في يناير من عام 1993، مع استخدام الغاز القاتل معيارًا، ولكن مع توفير الحقنة القاتلة خيارًا للنزيل. لم يختر ديفيد ماسون الذي كان أول نزيل يحصل على هذا الاختيار، لذا فقد أُعدم بسبب عدم توفر الغاز القاتل في أغسطس عام 1993. في أعقاب طعن قانوني وقرار محكمة استئناف الدائرة التاسعة في عام 1996، عُلق الإعدام بالغاز القاتل، وأصبحت الحقنة القاتلة هي الطريقة الوحيدة. وكان القاتل المتسلسل وليام بونين أول شخص ينفَّذ فيه إطار هذه القوانين الجديدة في 23 فبراير عام 1996. أُعدم 13 شخصًا في كاليفورنيا منذ إعادة عقوبة الإعدام في عام 1977، على الرغم من وفاة 125 شخصًا آخرين في انتظار الإعدام لأسباب أخرى (27 منهم انتحارًا) في 17 أكتوبر عام 2019.